# Реален лихвен процент
Реалният лихвен процент представлява приблизително номинален лихвен процент минус инфлацията (вж. уравнение на Фишер). Лихвения процент е това, което инвеститорът очаква да получи след изваждане на процента на инфлация. Това не е единична цифра, тъй като различните инвеститори имат различни очаквания за бъдеща инфлация. Ако например, един инвеститор вложи средства при 5% лихва за следващата година при прогноза за 2% повишение на цените, той ще очаква да получи 3% реален лихвен процент от инвестицията.
Тъй като инфлацията за периода на заема не е известна в началото, колебанията на инфлацията представлява риск, както за кредитора така и за кредитополучателя.

## Рискове
В икономиката и финансите този, което предоставя заем очаква да бъде компенсиран за стойността на парите през периода на заема, защото не може да ги използва междувременно. Освен това ще иска да бъде компенсиран за риска тези пари за имат по-малка покупателната способност след погасяването на кредита. Това са систематичните, регулаторните и инфлационните рискове. Първия риск се отнася до възможността на кредитополучателя да не изпълни или да не е в състояние да изпълни договорените условия, или че обезпеченията, ще се окажат с по-малка стойност от очакваното. Вторият риск включва промени в данъчното облагане и други закони, които биха попречили на заемодателя да събере заем или да трябва да плати повече в данъци върху погасената сума от първоначално очакваното. Третият риск отчита, че парите след връщане на заема може да нямат такава покупателна сила за заемодателя каквато са имали преди заемането им, като напр. инфлацията, и колебания в стойността на съответните валути.

- Номиналните лихвени проценти включват и трите рискови фактора, както и времевата стойност на самите пари.
- Реалните лихвени проценти включват само системно и регулаторни рискове и са предназначени за измерване на времевата стойност на парите.
- Реалните лихви = Номиналните лихви минус инфлацията и валутната корекция. „Реален лихвен процент“ в една икономика, често е норма на възвръщаемост (the rate of return) на безрискова инвестиция, като напр. Американски съкровищни бонове, минус индекса на инфлация, като индекса на потребителските цени, или БВП дефлатор.

Вижте уравнение на Фишер: 1 + i = (1 + r) (1 + E (I))

където

- I = номинален лихвен процент;
- R = реален лихвен процент;
- E (I) = очаквана инфлацията.

Например, ако някой заема 1000 $ за една година при 10%, и получава 1100 $ обратно в края на годината, това представлява 10% увеличение на неговата покупателна способност, ако цените на осреднените стоки и услуги, които той купува, са непроменени спрямо началото на годината. Ако цените на храна, дрехи, жилище и други неща, които желае да закупи са се увеличили за този период с 20%, в действителност се получава реална загуба от около 10% в покупателна способност.

Процента на инфлация не е известен предварително. Хората често базират очакванията си за бъдещата инфлация върху средната стойност на инфлацията от миналото, което води до грешки. Реалния лихвен процент впоследствие може да се окаже доста различен от предварително очаквания реален лихвен процент. Кредитополучатели се надяват при връщането в бъдеще върне парите да са по-евтини, а кредиторите – да са по-скъпи. Когато инфлацията и валутния риск са подценени от кредиторите, те страдат от нетно намаление на покупателната мощ.

Сложността се увеличава за облигации, издадени за дългосрочен период, където средният размер на инфлацията за периода може да бъде много несигурна. В отговор на това, много правителства са емитирали облигации с реална стойност (известен също като инфлационно индексирани), в който стойността на главницата и купона нарастват всяка година с процента на инфлация, в резултат на което лихвеният процент по облигацията е реалната лихва. В САЩ това са съкровищните инфлационно защитени ценни книжа (Treasury Inflation Protected Securities (TIPS)издадени от американското министерство на финансите (US Treasury).

Очакваният реален лихвен процент може да варира значително от година на година. Реалният лихвен процент по краткосрочните кредити е силно повлиян от паричната политика на централните банки. Реалният лихвен процент на дългосрочните облигации, обикновено е по-пазарно формиран. През последните десетилетия, с глобализацията на финансовите пазари, тази тенденция на реалните лихвени проценти в развитите държави става все по-изразена. Реалните лихвени проценти са ниски в исторически план от 2000 г. насам, в резултат на комбинация от фактори, включително относително слабото търсене на кредити от предприятия, както и силни спестявания в новите индустриализиращи се страни в Азия. Последният компенсира големите изисквания за заеми от федералното правителство на САЩ, което иначе може да причини повече натиск за повишаване на реалните лихвени проценти.

Подобна е и концепцията на „възвръщаемост на риска“, която е норма на възвръщаемост минус рискове, измерена спрямо най-сигурния (най-малко рискови) инвестиции на разположение в момента. Например, когато се прави заем от 15% при инфлация от 5 и 10% от рисковете, свързани с неизпълнение или проблеми при погасяване „рисково претеглената“ норма на възвръщаемост на инвестицията е 0%.

## Значение в икономическата теория
Икономиката разчита на измерими променливи, най-вече цената и обективно измеримо производство. Тъй като производството е „истинско“, докато цените относителни по отношение на общото равнище на цените, за да се сравнят една икономика, в две точки във времето, променливата за номиналната цена трябва да се превърне в променлива на „реална цена“. Например, броят на хората на заплати представлява „реална“ променлива, както и броят на отработените часове. Но за да се измери производителността, номиналните цени на стоките и услугите, които произвежда работната сила трябва да се превръща в „реална“ покупателната сила. За да направите това изисква коригиране на цените съобразно инфлацията.

Същото се отнася и за инвестициите. Инвестицията създава ефективно истинска печалба и покупка на производствен капацитет – заводи, машини и т.н. – който също е реално. За да се намери възвръщаемостта от този капитал, е необходимо да се извади увеличението на номиналната му стойност, което е резултат от увеличение на общото ниво на цените. Това означава изваждане на инфлацията от номиналната норма на възвръщаемост. Например, портфейл от акции с възвръщаемост 10%, при инфлацията от 4% е с 6% реална норма на възвръщаемост.

Реалния лихвен процент се използва в различни икономически теории обясняващи явления като изтичането на капитали, бизнес цикли и икономически мехурчета. Когато реалният лихвен процент е висок, т.е. търсенето на кредити е високо, тогава парите, при равни други условия, се движат от потребление към спестявания. И обратно, когато реалният лихвен процент е нисък, търсенето ще се движи от спестявания към инвестиции и потребление. Различни икономически теории, като се започне с работата на Knut Wicksell имат различни обяснения за ефекта на възходящите и низходящи лихвени проценти. По този начин, международния капитал се движи от пазари, предлагащи ниски или отрицателни реални лихвени проценти към пазари, които предлагат по-високи реални лихвени проценти предизвиквайки спекулации с акции, имоти и валутните курсове.

Подобна е и концепцията за „естествената лихва“, което означава, че очакваната възвръщаемост от спестявания и инвестирания капитал.

## Отрицателни реални лихвени проценти
Реалния лихвен процент решени от уравнението на Фишер 
{\displaystyle {\frac {1+{\text{ Interest}}}{1+{\text{ Inflation}}}}-1={\text{ Real}}}
Ако има отрицателен реален лихвен процент, това означава, че равнището на инфлация е по-голям от лихвения процент. Ако процентът е 2%, а инфлацията е 10%, то заемополучателя ще получи 7,27% печалба за всеки долар взет назаем.
{\displaystyle {\frac {1+2\%}{1+10\%}}-1=-7.27\%}

## Изчисляване на реалните лихвени проценти използвайки промяна в стойността.
Като се има предвид, че реалният лихвен процент е просто пропорция на възвръщаемост или пропорция от загубата на променени приходни потоци, със заложена инфлация, бихме могли да използваме проста формула за изчисляване на реалния процент на промяна базиран на новите разходите за живот.

Използвайки горния пример за отрицателен реален лихвени проценти, при стандартна лихва за банков заем от 2% и ръстът на инфлацията 10%, можем да използваме следната формула.

{\displaystyle RIR={\frac {NIR-I}{I}}\times 100}
където:

- RIR = реалния лихвен процент (Real Interest Rate)
- NIR = ефект на номиналния лихвен процент (Nominal Interest Rate) върху първоначалната инвестиция
- I = инфлационен ефект върху първоначалната инвестиция

Нека приемем, че потребител заема 200 000 £ от банка.

Изчисляването на номиналната промяна върху първоначалната стойност или „NIR“ е просто 200 000 £ + 2% = 204 000 £

Инфлационен ефект върху първоначалната стойност или „I“ се изчислява така – 200 000 £ + 10% = 220 000 £. Изчисляваме тази стойност, за да намерим сумата, които е необходима за закупуване на същото количество стоки и услуги в следващия времеви период, което е могло да се купи за 200 000 £ през предходния период.

Така NIR − I = 204,000 £ − 220,000 £ = − 16 000 £.

Тази разлика е числителя в уравнението и показва, че „реалният“ дълг е отрицателен, тъй като цената му се повишава по-бавно от процента на паричното предлагане. Така на практика, кредиторът губи 16 000 £ от цената в следващия времеви период. Това е така, защото 204 000 £ възвръщаемост не отразяват една и съща покупателна способност в текущия, спрямо 200 000 £ в предходния времеви период. Ако приемем, че годишният доход на кредитополучателя е £ 200 000 и нарастването в съответствие с инфлацията, той/тя ще получи 16 000 £ съгласно тези изчисления. Ако доходът му нараства с 2%, то изплащането на кредита няма да стане по-лесно или по-трудно, но другите стоки и услуги ще изглеждат по-скъпи, защото нарастват с по-високия темп на инфлация.

Тази промяна е инфлационно коригирана промяна в стойността и като се раздели на стойността на инфлационния ефект върху началната стойност и след това се умножи по 100, се получава процентното изменение на стойността на базата на инфлационната стойност.

Следователно: RIR = (−16 000 £/220 000 £) × 100 = −0.07272 × 100 = −7,27%

Това означава, че доходите на едно лице или богатство се увеличава с един и същ процент на инфлация, заемът е с около 7,3% по-ниска реална стойност и следователно представлява прехвърляне на богатство от банката към заемополучателя.

Очевидно е, че това ще доведе до спекулации и бизнес цикли, тъй като на кредитополучателите можат да се възползват от отрицателния реален лихвен процент.